# Warning
Warning је шести албум панк рок групе Грин деј. Објављен је 2000. године за издавачку кућу Рипрајз рекордс.

## Списак песама
Све песме су написали Били Џо Армстронг (текстови) и Грин деј (музика), осим ако је назначено другачије.
1. "" – 3:42
2. "" – 3:34
3. "" – 3:11
4. "" – 2:41
5. "" – 3:53
6. "" (текст Грин деј) – 5:06
7. "" – 3:35
8. "" – 2:57
9. "" – 2:43
10. "" – 3:14
11. "" – 2:49
12. "" – 3:34